# Leptospermum polygalifolium
Leptospermum polygalifolium är en myrtenväxtart som beskrevs av Richard Anthony Salisbury. Leptospermum polygalifolium ingår i släktet Leptospermum och familjen myrtenväxter.

## Underarter
Arten delas in i följande underarter:
- L. p. cismontanum
- L. p. howense
- L. p. montanum
- L. p. polygalifolium
- L. p. transmontanum
- L. p. tropicum

## Bildgalleri

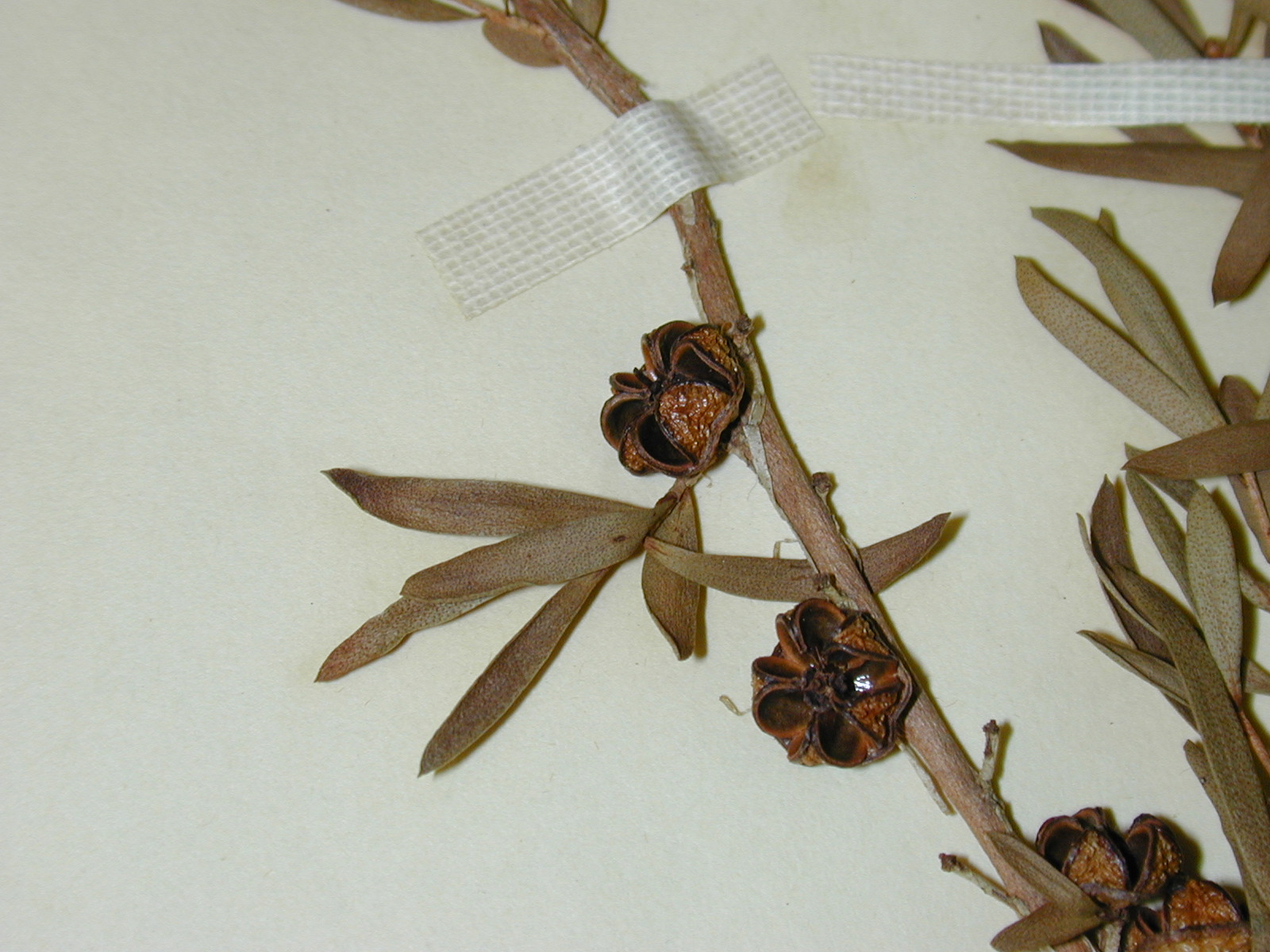
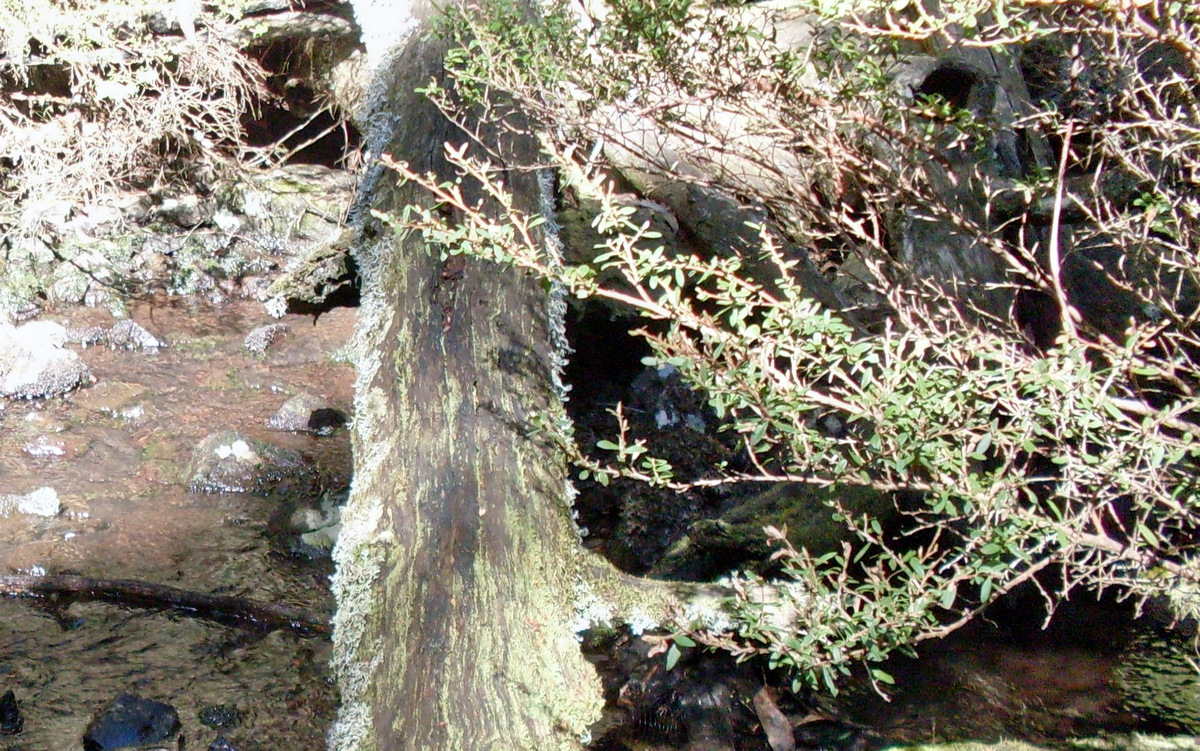